# Marcel Hossa
Marcel Hossa (ur. 12 października 1981 w Ilavie) – słowacki hokeista, reprezentant Słowacji, trzykrotny olimpijczyk.
Jego starszy brat, Marián również został hokeistą, a ojciec František Hossa trenerem.

## Kariera klubowa
- HC Dukla Trenczyn U20 (1995–1998)
- Portland Winterhawks (1998–2001)
- Quebec Citadelles (2001–2002)
- Montreal Canadiens (2002)
- Hamilton Bulldogs (2002–2003)
- Montreal Canadiens (2003)
- Hamilton Buldogs (2003–2004)
- Mora IK (2004–2005)
- New York Rangers (2005–2008)
- Phoenix Coyotes (2008)
- Dinamo Ryga (2008–2010)
- Ak Bars Kazań (2010–2011)
- Spartak Moskwa (2011)
- Dinamo Ryga (2012)
- HC Lev Praga (2012-2013)
- Dinamo Ryga (2013-2014)
- HC Dukla Trenczyn (2015)
- MODO (2015)
- HC Pilzno 1929 (2015)
- HC Oceláři Trzyniec (2015-2016)
- HC Dukla Trenczyn (2016-2018)

Marcel Hossa jest wychowankiem słowackiej Dukli Trenczyn, jednak w tym klubie rozegrał spotkania jedynie na stopniu juniora. W NHL grał od sezonu 2001/2002, mimo że już w 2000 wziął udział w drafcie, gdzie został wybrany w 1 rundzie z numerem 16 przez Montreal Canadiens, jednak nie miał miejsca w składzie tej drużyny i został oddany do drużyny filialnej, Quebec Citadelles. W drugiej połowie sezonu 2001/2002 udało mu się zadebiutować w NHL w zespole Montreal Canadiens, jednak nie miał miejsca w składzie i zagrał tylko w kilku meczach. W następnym sezonie Marcel Hossa został oddany do innej drużyny filialnej, Hamilton Bulldogs, ale w połowie sezonu wrócił do składu klubu z Montrealu. Kolejny sezon spędził w drużynie Hamilton Bulldogs. W sezonie 2004/2005 w czasie lokautu w NHL Hossa grał w drużynie z ligi szwedzkiej, Mora IK. W następnym sezonie wrócił do NHL, i został zawodnikiem zespołu New York Rangers. W trakcie sezonu 2007/2008 przeszedł do drużyny Phoenix Coyotes. Po sezonie 2007/2008 przeniósł się do łotewskiego Dinamo Ryga. W 2010 podpisał 2-letni kontrakt z mistrzem ligi KHL, rosyjską drużyną Ak Bars Kazań. W lipcu 2011 kontrakt został rozwiązany, po czym zawodnik podpisał umowę ze Spartakiem Moskwa. Tuż przed końcem roku moskiewski klub rozwiązał z nim umowę (razem z nim odszedł jego rodak Jozef Stümpel). Po kilku dniach 4 stycznia 2012 podpisał ponownie kontrakt z Dinamo Ryga. W maju podpisał umowę z nowo powstałym klubem HC Lev Praga. Pozostawał nim do końca sezonu KHL (2012/2013). W maju 2013 po raz trzeci w karierze został zawodnikiem Dinama Ryga. W sezonie KHL (2014/2015) był kapitanem drużyny. W drugiej połowie grudnia 2014 został zwolniony z klubu. W styczniu 2015 na dwa mecze związany z macierzystą Duklą Trenczyn. Od końca stycznia 2015 zawodnik MODO. Od sierpnia 2015 zawodnik HC Pilzno 1929. Od grudnia 2015 do stycznia 2016 zawodnik. Od września 2016 ponownie zawodnik Dukli Trenczyn.

## Kariera reprezentacyjna
Uczestniczył w turniejach mistrzostw świata juniorów do lat 18 1999, mistrzostw świata juniorów do lat 20 2000, 2001, mistrzostw świata 2005, 2006, 2008, 2009, 2011, 2012 oraz zimowych igrzysk olimpijskich 2006, 2010, 2014.

## Sukcesy
Reprezentacyjne
- Srebrny medal mistrzostw świata: 2012

Indywidualne
- KHL (2009/2010):
  - Pierwsze miejsce w klasyfikacji strzelców w sezonie zasadniczym: 35 goli
  - Czwarte miejsce w klasyfikacji asystentów w sezonie zasadniczym: 39 asyst
  - Pierwsze miejsce w klasyfikacji strzałów na bramkę w sezonie zasadniczym: 216
  - Złoty Kask (przyznawany sześciu zawodnikom wybranym do składu gwiazd sezonu)
- KHL (2013/2014): Mecz Gwiazd KHL[14]